# Пшеничне (Білогірський район)
Пшени́чне (до 1948 — Карангит, крим. Qarañğıt) — село Білогірського району Автономної Республіки Крим.
Відстань від райцентру до населеного пункта становить 69 кілометрів по прямій.